# Luis Delgado Aparicio
Luis Humberto Delgado Aparicio-Porta (Callao, 28 de septiembre de 1940-Lima, 2 de abril de 2015), conocido también como Saravá, fue un abogado, conductor de radio y televisión y político peruano. Destacado por su pasión por la música salsa y su conducción en el programa radial Maestra vida, donde entrevistó a diversos famosos cantantes salseros internacionales. En el ámbito político, ejerció como congresista de la república durante dos periodos, como miembro del fujimorismo, y también como diputado por el Callao en el disuelto periodo 1990-1992.

## Biografía
Luis Delgado Aparicio nació el 28 de septiembre de 1940 en la ciudad del Callao en Perú. Fue hijo de Luis Delgado Coloma y de Graciela Aparicio-Porta. Es también hermano del músico, Jaime Delgado Aparicio.
Estudió la primaria en el Colegio Inmaculado Corazón y la secundaria en el Colegio Santa María Marianistas de la ciudad de Lima. Luego, ingresó a la Universidad Nacional Mayor de San Marcos, en donde estudió la carrera de Derecho. En el año 1969 se graduó de bachiller con la tesis La responsabilidad del Estado por razón de intervención (Derecho Internacional Público) y optó por el título de abogado en la Facultad de Derecho de la UNMSM en 1970.
Fue miembro del directorio de la Sociedad Nacional de Industrias desde 1982 hasta 1986.
Delgado Aparicio luego contrajo matrimonio con Pilar Villarán Aizcorbe y tuvo 3 hijos: Luis Felipe Delgado Villarán, Pilar Delgado Villarán y Verónica Delgado Villarán. Esta última fue una de las víctimas del incendio ocurrido en la Discoteca Utopía en el Jockey Plaza.

## Conductor de programas musicales
En 1979, Luis Delgado Aparicio decide incursionar en la radio peruana al conducir, junto con Ricardo Ghibellini H., el programa Maestra vida por Radio Miraflores. Todos los viernes y sábados de 9 p. m. a 12 a. m. Se le puso el apelativo 'Saravá' y su origen fue en inicio un estribillo de saludo radial que Ricardo Ghibellini propuso y que finalmente identificó a Delgado Aparicio para siempre. En 1981 condujo el programa radial sabatino Maestra vida por la emisora Radiomar (106.3 FM). Posteriormente, incursionó en la TV, a través de Canal 9 (hoy ATV), conduciendo un programa musical cuyo nombre era similar al programa radial. El espacio se emitió entre 1983 y 1984. En ambos casos, presentaba exclusividades musicales en el género salsa.
Dentro de las personalidades famosas que entrevistó y tuvo relaciones de amistad fueron los salseros Willie Colón, Rubén Blades, Oscar D'León, Héctor Lavoe, Raphy Leavitt, Celia Cruz, Tito Puente, Willy Rivera y el Grupo Niche.
Posteriormente, a partir de 1984, realizó festivales de salsa, donde se presentaban las principales orquestas salseras del país. Eventos a los cuales denominó Baila con Saravá; los mismos que se llevaban a cabo en los principales barrios populosos de Lima y Callao.

## Participación en la política

### Diputado por el Callao
Luis Delgado Aparicio incursionó en la política peruana cuando en las elecciones generales del año 1990, se integró al Movimiento Libertad de Mario Vargas Llosa y postuló a la Cámara de Diputados representando a su natal Callao por el Frente Democrático en las elecciones parlamentarias. Culminando los procesos electorales, Delgado Aparició logró tener éxito en su candidatura al ser elegido como diputado para el periodo parlamentario 1990-1995. Sin embargo, su cargo luego fue disuelto tras el autogolpe de Estado del 5 de abril de 1992 decretado por el entonces presidente, Alberto Fujimori. Tras esto, Delgado Aparicio se mostró en contra de la medida anunciada por el gobierno y formó parte de la oposición junto a los diputados disueltos.

### Congresista de la República
Para las elecciones parlamentarias de 1995, Delgado Aparicio decidió unirse al fujimorismo y participó como candidato al Congreso de la República por la lista de Cambio 90 - Nueva Mayoría. Resultó elegido como congresista de la república, con 28,218, para el periodo parlamentario 1995-2000.
Dentro de su gestión parlamentaria en el fujimorismo, fue presidente de la Comisión de Relaciones Exteriores en 1995, presidente de la Comisión de Trabajo de 1996 a 1999 y segundo vicepresidente de la Mesa Directiva presidida por Martha Hildebrandt para el lapso 1999-2000. Fue también autor de la cuestionada segunda reelección de Alberto Fujimori para la presidencia del Perú en las elecciones generales del año 2000.
Al culminar su gestión, Delgado Aparicio también decidió ir a la reelección como miembro de la alianza Perú 2000 en las elecciones parlamentarias y fue reelegido, con 30,385 votos, para el periodo 2000-2005. En este periodo, fue presidente de la Comisión de Justicia.
En septiembre del mismo año, ante la difusión nacional de los Vladivideos, Delgado Aparicio decidió renunciar a Perú 2000 y se mantuvo como independiente en el parlamento. Luego, su cargo fue reducido hasta julio del 2001 tras la renuncia de Fujimori mediante un fax desde Japón y la convocatoria de nuevas elecciones generales por el gobierno de transición de Valentín Paniagua.
Luego, Delgado Aparicio se integró al movimiento fujimorista Sí Cumple y fue uno de los promotores de la candidatura de Alberto Fujimori para las elecciones generales del año 2006 que no tuvo éxito tras su inhabilitación. En 2005 fue nombrado secretario general del movimiento y en noviembre de aquel año, el Jurado Nacional de Elecciones consideró que su nombramiento no fue dado de acuerdo a ley y no reconoció a su junta directiva.
En las elecciones del año 2011, el partido Sí Cumple decidió unirse con Fuerza 2011 de Keiko Fujimori, quien se presentó como candidata a la presidencia del Perú. Delgado Aparicio luego se apuntó a la lista de candidatos al Congreso de la República por la lista de Lima Metropolitana con el número 20. Sin embargo, no resultó elegido.

## Fallecimiento
El 2 de abril del 2015, Luis Delgado Aparicio falleció a los 74 años de edad tras padecer de cáncer de páncreas. Tras su deceso, diversas personalidades expresaron su pesar por su muerte, entre ellos los reconocidos músicos internacionales Willie Colón, Rubén Blades y Oscar D'León. Sus restos fueron velados en el distrito de San Borja y luego enterrados en el Cementerio Jardines de la Paz del distrito de La Molina.

## Carrera radial y televisiva

### Radio
- Maestra vida (1980)

### Televisión
- Maestra vida (1983-84 y 2004), ATV y Uranio TV